# Giulia Ambrosetti
Giulia Ambrosetti (Cantù, 17 ottobre 1993) è una calciatrice italiana, di ruolo centrocampista.

## Carriera
Ambrosetti cresce calcisticamente nelle giovanili del Cantù-San Paolo dove gioca con i maschietti fino all'età di 12 anni. Notata dai selezionatori del Como 2000 le viene proposto di tesserarsi con la società comasca anche in previsione del dovuto passaggio ad una società di calcio femminile per i prossimi limiti di età imposti dalla federazione. Con il Como 2000 gioca nelle giovanili dal 2006 al 2010 conquistandosi la fiducia della società che dal campionato 2010-2011 decide di passarla stabilmente in rosa nella prima squadra.
A fine stagione 2012-2013, in estate viene girata in prestito all'AC Seattle, squadra femminile dell'omonima città statunitense che partecipa alla seconda divisione del campionato nordamericano, la Women's Premier Soccer League (WPSL). Conclude la stagione americana vincendo il campionato dello stato di Washington e la coppa nazionale (Evergreen Cup).
Dal 2013 viene ceduta, sempre in prestito, all'Inter, con cui affronta la difficile stagione 2013-2014 che, a causa della ristrutturazione del campionato italiano, vedrà retrocedere sei società in Serie B. La stagione si conclude con la retrocessione delle nerazzurre ed il ritorno di Ambrosetti al Como 2000.
Dopo 3 stagioni al Como 2000 ritorna all'Inter Milano, arrivando seconda nel girone B della Serie B 2017-2018. 
Nell'estate 2018 torna per la terza volta al Como 2000.